# Измаил
 Тази статия е за града в Украйна.  За библейския персонаж вижте Измаил (религия).  
Измаѝл (на украински: Ізмаїл) е град с областно значение, административен център на Измаилски район, Одеска област в Украйна.
Той е най-големият град в Украйна (и бившия Съветски съюз), който е разположен на река Дунав. На пристанището му пристават и морски плавателни съдове. Според преброяването през 2001 г. населението му е 85 098 души. Според оценки на Държавната статистическа служба към 1 юли 2017 г. населението му по настоящ адрес е 71 259 души, а по постоянен адрес е 71 599 души.

## География
Градът е разположен в историко–географската област Буджак. В северния бряг на Килийското гърло на река Дунав, намира се на 80 km от устието ѝ в Черно море.
Климатът на града е умереноконтинентален, със средна годишна температура – 11 °C. Летните горещини се смекчават от полъха на близкото Черно море. През лятото жителите на Измаил търсят и намират прохлада по плажовете на езерата Кривое и Ялпух (от турски – „див кът“).

## История
| Девическата гимназия през 1930–те години. |  | Кметството на Измаил през 1930–те години. |
| Девическата гимназия през 1930–те години. |  | Кметството на Измаил през 1930–те години. |

В района на Измаил са открити артефакти още от преди гръцко и римско време – лагерът на персийския цар Дарий I от 513 г. пр.н.е., фигура на Зевс от 334 г. пр.н.е. и др.
В Килия се намират останки от Долнотраяновия вал от II век. Намерените съдове от островите Тасос, Родос и град Хереклия подсказват мястото на откритите по-късно останки в района на древногръцкия град Антифила, израснал при устието на река Дунав, известен по римско време с името Репиде.
През VII век областта на Измаил влиза в състава на Българската държава. На мястото на разрушената римска крепост Сморнис, източнославянските племена тверци и угличи създават славянското селище Смил. Римският географ Кастроний през 360 г. пише, че тук има голямо тържище. На мястото на Сморнис през X век израства славянският град Смил, влизащ в състава на Киевска Рус.
През XIII век татаро-монголските нашественици изгарят Смил. Възстановен с ново име Синил, от 1359 г. градът влиза в състава на Галичко-Волинското княжество, а впоследствие на Молдавското княжество като важен търговски център.
През 1484 г. османците завземат Болград и Килия, а Синил пада в ръцете им чак в 1538 г. Завоевателите променят името на града, наричайки го Ишмасън, а околностите му – Буджак, според тълкуванието на Евлия Челеби.
Запорожките казаци на два пъти – през периода 1549 – 1595 г., предвождани от Григорий Лобода и Северин Наливайко, влизат в града и се връщат обратно край Днепър с много трофеи от града.
След превземането на Измаилската крепост от Суворов градът влиза в Руската империя като част от Новорусия. С кратко прекъсване между 1856 и 1878 г. Измаил остава в Русия до края на Първата световна война, когато става част от т.нар. Велика Румъния.
На 28 юни 1940 г. Бесарабия, заедно с Рени и Измаил, е окупирана от СССР. След една година, когато започва операция Барбароса, Румъния отново си връща града и областта. На 26 август 1944 г. Червената армия си възвръща Измаил. Пред Дома на моряка е поставен като паметник един бронекатер, а пред паметника на загиналите във Втората световна война, в центъра на града, гори вечен огън.
Днес Измаил е част от Украйна, обявила независимост през 1991 г.

## Измаилска крепост
| Превземането на Измаил (22 декември 1790 г.). Картина на Алексей Кившенко. |  | Превземането на Измаил от Суворов през 1790 г. Офорт на Н. Орлов. 1890 г. |
| Превземането на Измаил (22 декември 1790 г.). Картина на Алексей Кившенко. |  | Превземането на Измаил от Суворов през 1790 г. Офорт на Н. Орлов. 1890 г. |

През XVI и XVII век градът се споменава вече като крепост с името Исмаил. През 1768 – 1774 г. се извършва голяма строителна дейност, което нарежда крепостта измежду най-големите в Европа. Турците я нарекли Ердикалеси. Стените ѝ се издигат на 9 m височина. Състои се от четири части: Стара, Нова, Цитадела и Табия. Оградена е от 11 бастиона. В нея е имало 300 оръдия и гарнизон от 35 000 войници с продоволствие за два месеца.
На 19 декември 1774 г. командващият османския гарнизон казва пред военния съвет: „Два пъти русите се озовават пред стените на Измаил и два пъти отстъпват, но сега, третият път, нищо повече не им остава, освен да превземат крепостта или да умрат“. На предложението на Суворов крепостта да се предаде без бой, Адозли Мехмед паша отговаря: „По-скоро небето ще падне на земята и Дунав ще потече обратно, отколкото Измаил да се предаде...“ На 22 декември същата година Измаил е превзет от руската армия, а в битката паднали 26 000 турци. Пленени били 9000 души, 30 кораба, 245 оръдия и друго оръжие. Само един от защитниците се спасил, като преплувал Дунава. Той се явил при султана, носейки трагична вест. Разгневеният владетел заповядал да му отсекат главата, защото султанската заповед на султан Селим III гласяла: „Всички да умрат, но крепостта да не се предава“. За падането на Измаил Байрон пише: „Той падна като дъб могъщ, лелеян от вековете великан. Изтръгна го из корен страшен ураган.“
Измаилската крепост била запазена до 1856 г. Сега само минарето на джамия напомня за мястото ѝ. Нагледна представа за нея може да се придобие в музея на Суворов в Измаил. В четвъртата му зала е изложен голям макет на крепостта и много вещи от нея, като ключовете на портите, оръжие на защитниците ѝ, както и много турски, австрийски и венециански монети, открити през 1953 г. Пред музея са поставени две трофейни оръдия и голяма камбана, излята от пленени турски оръжия. Близо до музея се издига паметник на Александър Суворов. Бронзовата му фигура представя пълководеца на кон. Повдигнат от стремената, с шапка в ръка, той поздравява войниците си с победата. Интересна е и диорамата „Щурмът на Измаилската крепост от войската на А. В. Суворов“, открита през 1973 г.

## Население

### Етнически състав
Численост и дял на етническите групи според преброяването на населението през 2001 г.:
| Етническа група | Численост | Дял (в %) |
| Общо            | 85 098    | 100.00    |
| --------------- | --------- | --------- |
| Руснаци         | 37 166    | 43.67     |
| Украинци        | 32 500    | 38.19     |
| Българи         | 8609      | 10.11     |
| Молдовци        | 3670      | 4.31      |
| Гагаузи         | 788       | 0.92      |
| Беларуси        | 527       | 0.61      |
| Цигани          | 244       | 0.28      |
| Евреи           | 200       | 0.23      |
| Арменци         | 161       | 0.18      |
| Поляци          | 121       | 0.14      |
| Татари          | 119       | 0.13      |
| Грузинци        | 81        | 0.09      |
| Германци        | 70        | 0.08      |
| Албанци         | 64        | 0.07      |
| Гърци           | 53        | 0.06      |
| Азербайджанци   | 51        | 0.05      |
| Араби           | 51        | 0.05      |
| Узбеки          | 43        | 0.05      |
| Румънци         | 31        | 0.03      |
| Корейци         | 26        | 0.03      |
| Чуваши          | 26        | 0.03      |
| Абхазци         | 24        | 0.02      |
| Мордовци        | 21        | 0.02      |
| Казахи          | 17        | 0.01      |
| Естонци         | 16        | 0.01      |
| Латвийци        | 16        | 0.01      |
| Тюркмени        | 16        | 0.01      |
| Таджики         | 15        | 0.01      |
| Унгарци         | 13        | 0.01      |
| Башкири         | 11        | 0.01      |
| Други           | 183       | 0.21      |
| Неизвестни      | 165       | 0.19      |

### Население по езици
Численост и дял на населението по роден език, според преброяването на населението през 2001 г.:
| Роден език | Численост | Дял (в %) |
| Общо       | 85 098    | 100.00    |
| ---------- | --------- | --------- |
| Руски      | 63 180    | 74.24     |
| Украински  | 15 353    | 18.04     |
| Български  | 3898      | 4.68      |
| Молдовски  | 1538      | 1.80      |
| Гагаузки   | 327       | 0.38      |
| Цигански   | 225       | 0.26      |
| Беларуски  | 74        | 0.08      |
| Арменски   | 65        | 0.07      |
| Румънски   | 16        | 0.01      |
| Друг       | 255       | 0.29      |
| Неизвестен | 167       | 0.19      |

## Стопанство
Измаил е голямо речно-морско пристанище. Товарното пристанище на Измаил е между най-големите дунавски пристанища по товарооборот и механизация. От 1944 г. Измаил е седалище на Съветското дунавско параходство, а днес – на Украинското параходство.
Измаил е важен икономически център с 35 големи промишлени, транспортни и строителни предприятия. Между тях са целулозно-хартиеният комбинат, кораборемонтните заводи, предприятия за тухли, железобетонни изделия, за готови дрехи, мебели, млечни изделия. Рибоконсервеният завод пуска на пазара годишно над 20 вида риба – консерви, пушена, осолена, сушена и др. Консервният завод произвежда над 200 млн. кутии консерви. Измилският винзавод произвежда много известни марки вина: „Болград – Днестровски“, „Щабско“, „Мускат“, „Украинско“, „Юбилейно“, „Фетяска“, „Нойбургер“, „Ркацители“ и шумящото „Шипучие“.

## Забележителности
| Музей „Александър Суворов“ |  | Катедралата и паметника на Фердинанд I, XX век. |
| Музей „Александър Суворов“ |  | Катедралата и паметника на Фердинанд I, XX век. |

Сред забележителностите на Измаил е построеният през 1838 г. Покровски събор – голяма църква, проектирана от арх. проф. Мелников. От октомври 1869 г. до март 1871 г. българският революционер Христо Ботев живее в Измаил и в Уезда. Учителства в село Задунаевка, сега Болградски район, а след това в Измаил, в училището на ъгъла на проспект „Суворов“ и ул. „Ватутин“. Сега на мястото се помещава 15 средно училище. През 1978 г., по случай 100-годишнината от освобождението на България, в Измаил е открит паметник на Христо Ботев, дело на ваятеля М. К. Недопак и арх. Н. Н. Бедерко.
През 1856 г. в Измаил е имало 260 мелници, смилащи зърното на Бесарабия.
През 1984 г. в Измаил е открит музей на дунавското корабоплаване по случай 100 години от създадената през 1883 г. от княз Юрий Евгениевич Гагарин компания и Черноморско-дунавско параходство с линията Одеса – Измаил, с отбиване в Килия и Рени. Първата задгранична линия на руското параходство е открита през 1891 г. и е наречена Систовска (Свищовска). Ежеседмично в Свищов пристигали параходите „Юрий“ и „Олга“. Те спирали в пристанищата Сулина, Тулча, Галац, Браила, Черна вода, Силистра, Тутракан, Русе и Свищов. Днес корабите „Осетия“ и „Белински“ превозват туристи от Ялта и Одеса, за да ги поемат дунавските кораби „Дунай“, „Амур“, „Волга“, „Днепър“, „Украйна“ и „Молдовия“. Те пътуват до Виена и Пасау и спират на всички големи дунавски пристанища.

### Архитектура
В Измаил доминира новото строителство, но има сгради с влияние на украинската и румънската архитектура, както и много други стари, от турско време. Най-големите паркове в града са наречени „Богдан Хмелницки“ и „Комсомолски“.

### Храмове
- Църкви в Измаил
- Катедрален храм „Покров Богородичен“
 или „Покровски събор“, 4 февруари 2007 г.
- Единоверческа църква „Света Богородица“, 28 септември 2014 г.
- Църква „Свети Николай“ (в Измаилската крепост), 28 септември 2014 г.
- Разрушената църква „Рождество Христово“ през 1980–те години
- Разрушената арменска църква
 „Сурб Геворг“ през 1950–те години
- Църква „Св. св. Константин и Елена“, 21 септември 2013 г.
- Църква „Свети Николай“
 (старообредска), 28 септември 2014 г.
- Църква на Непорочното зачатие, 28 септември 2014 г.
- Успенска църква
 (в Измаилската крепост), 28 септември 2014 г.
- Параклис „Свети Николай“ в пристанището, 14 август 2009 г.

### Паметници
| Наименование                                       | Дата на откриване                           | Местоположение                                                           | Изображение |
| Паметник на героите                                | 30 май 1930 г.                              | Руско военно гробище, разположено в територията на Измаилската крепост   | 2014 г.     |
| Паметник на Александър Суворов                     | 26 август 1945 г.                           | площад „Суворов“, близо до катедралата                                   | 2015 г.     |
| Паметник на Тарас Шевченко                         | 1945 г.; 7 октомври 2014 г. (реконструкция) | площад „Суворов“                                                         | 2014 г.     |
| Паметник на Сергей Тучков                          | 1 октомври 1997 г.                          | площад „Суворов“, срещу картинната галерия                               | 2014 г.     |
| Паметник на капитан Семенюк                        | 26 август 1985 г.                           | сквер капитана Семенюка                                                  | 2014 г.     |
| Паметник на моряците от Дунавската военна флотилия | 30 юли 1967 г.                              | парк „Дружба на народите“                                                | 2012 г.     |
| Паметник на войниците загинали в Афганистан        | 9 май 1995 г.                               | Градска градина                                                          | 2014 г.     |
| Паметник на Христо Ботев                           | 20 март 1978 г.                             | в двора на главния корпус на Измаилския държавен хуманитарен университет | 2013 г.     |
| Паметник на Николай Глущенко                       | 1984 г.                                     | площад „Суворов“, срещу картинната галерия                               |             |

## Отношения с България
Отношенията на община Добрич (град) и Измаилски район официално датират от 1996 г., когато е подписан Договор за сътрудничество и взаимодействие на градовете. През 2001 г. договорът е подновен.

## Личности
Свързани с Измаил са:
- Иван Селимински (1799 – 1867)

### Родени
Родени в Измаил са:
- Александра Савченко (р. 1942), съветски педагог
- Александър Бендин (р. 1956), беларуски историк и педагог
- Александър Лавренцов (р. 1972), украински футболист
- Александър Олейник (р. 1987), украински футболист
- Александър Призетко (р. 1971), украински футболист
- Александру Громов (1925 – 2011), молдовски писател на научна фантастика, журналист, публицист, филмов критик, редактор, преводач
- Алла Иванова (1951 – 2021), културен активист, от 2001 до 2021 г. – директор на Двореца на децата и младежта в Измаил[4]
- Амвросий Ждаха (1855 – 1927), художник, график, илюстратор, майстор на миниатюри за акварел, библиофил
- Андрей Севастянов (р. 1976), руски автомобилен състезател
- Вадим Царьов (р. 1949), съветски и руски философ, културен историк, есеист, автор на радио–телевизионни програми
- Валентин Короневски (р. 1950), украински икономист
- Валерий Галченко (р. 1951), руски политик
- Валерий Запорожан (р. 1947), съветски и украински преподавател
- Василий Димов (р. 1957), руски писател, прозаик от български произход
- Виктор Сергиенко (р. 1951), съветски и руски режисьор и учител
- Виталий Константинов (р. 1963), германски художник-илюстратор
- Виталий Холостенко (1900 – 1937), румънски революционер от украински произход, комунист
- Владимир Чолак (р. 1956), композитор, диригент и учител
- Владислав Дуюн (р. 1977), руски и украински футболист
- Гаврил Георгиев (1870 – 1917), български политик и публицист
- Гаврил Музическу (1847 – 1903), композитор и хореограф, музиколог, учител
- Галина Нанковская (р. 1984), танцьорка, репортер
- Галина Чистякова (р. 1962), съветска, руска и словашка спортистка по лека атлетика
- Григорий Забежински (1879 – 1966), руски поет, литературен критик, издател и преводач
- Дмитрий Тутиченко (р. 1970), украински футболист
- Елена Говорова (р. 1973), украинска спортистка по лека атлетика
- Иван Кортаци (1837 – 1903), руски астроном, държавен съветник
- Иван Шишман (р. 1963), български художник
- Ирина Адабаш (р. 1953), летец–спортист
- Кирил Полищук (р. 1959), украински политик
- Леонид Димов (1926 – 1987), румънски поет и преводач
- Мойше Рубин (1856 – 1940), писател и учител
- Николай Зубенко (р. 1936), писател
- Николай Милонас (1816 – 1890), руски контраадмирал
- Николай Чолак (р. 1946), молдовски учител, диригент, учител по музика
- Олег Чернявски (р. 1970), съветски и беларуски футболист
- Павел Негоица (р. 1952), журналист
- Петро Стоян (1884 – 1961), библиограф и лексикограф
- Рафаел Кофман (1908 – 1988), съветски шахматист
- Руслан Мъйнов (р. 1976), български актьор и певец
- Самуил Шварцбурд (1886 – 1938), поет, публицист, анархист
- Светлана Азарова (р. 1976), украинска композиторка
- Семьон Дулицки (1883 – 1956), съветски и руски военен
- Сергей Селиванов (1905 – 1944), съветски военен
- Силвия Берова (р. 1945), съветска и молдовска актриса

### Починали
Починали в Измаил са:
- Александър Вакулски (1922 – 1990), съветски военен
- Виктор Дудниченко (1923 – 1989), съветски военен
- Константин Абаза (1841 – 1905), руски военен историк, учител, автор на популярни исторически есета
- Константин Гаврилов (1864 – 1943), съветски и руски шахматист
- Неофит (1822 – 1910), епископ на Руската православна църква, архиепископ
- Николай Скидин (1919 – 1999), съветски военен
- Юрий Феличкин (1904 – 1992), съветски разузнавач, филолог, учител

## Побратимени градове
Побратимени градове на Измаил са:
- България – Добрич, Кърджали
- Северна Македония – Кавадарци
- Полша – Влоцлавек
- Приднестровие – Тираспол
- Румъния – Гюргево, Тулча
- Русия – Курск
- Турция – Лозенград